# Coleman Vision Tennis Championships 2011
Il Coleman Vision Tennis Championships 2011 è stato un torneo professionistico di tennis femminile giocato sulla terra rossa. È stata la 12ª edizione del torneo, che fa parte dell'ITF Women's Circuit nell'ambito dell'ITF Women's Circuit 2011. Si è giocato a Albuquerque negli USA dal 19 al 25 settembre 2011.

## Partecipanti

### Teste di serie
| Nazionalità | Giocatrice           | Ranking* | Testa di serie |
| ----------- | -------------------- | -------- | -------------- |
| Georgia     | Anna Tatišvili       | 91       | 1              |
| Romania     | Edina Gallovits-Hall | 101      | 2              |
| Croazia     | Mirjana Lučić        | 104      | 3              |
| Canada      | Aleksandra Wozniak   | 123      | 4              |
| Germania    | Kathrin Wörle        | 125      | 5              |
| Stati Uniti | Jamie Hampton        | 126      | 6              |
| Stati Uniti | Melanie Oudin        | 128      | 7              |
| Stati Uniti | Alexa Glatch         | 139      | 8              |

- Ranking al 12 settembre 2011.

### Altre partecipanti
Giocatrici che hanno ricevuto una wild card:
- Lauren Davis
- Malou Ejdesgaard
- Jamie Hampton
- Grace Min

Giocatrici che sono passate dalle qualificazioni:
- Elena Bovina
- Asia Muhammad
- Jessica Roland-Rosario
- Amra Sadiković
- Amanda Fink (lucky loser)

## Campionesse

### Singolare
Regina Kulikova ha battuto in finale  Anna Tatišvili con il punteggio di 7–5, 6–3

### Doppio
Alexa Glatch /  Asia Muhammad hanno battuto in finale  Grace Min /  Melanie Oudin con il punteggio di 4–6, 6–3, [10–2]